# Adrián Taffarel
Adrián Blas Taffarel (Rosario, Argentina, 10 de enero de 1966) es un exfutbolista y entrenador argentino. Jugó como delantero.

## Trayectoria

### Como futbolista
Oriundo de Rosario, se formó en las divisiones inferiores de Newell's Old Boys, debutando con el primer equipo en septiembre de 1988, formando parte del plantel que obtuvo el título de la Campeonato de Primera División 1990-91, aunque terminó la temporada formando parte de Chaco For Ever, En 1991, firmó con Ferro Carril Oeste de la Primera división, y jugó un breve periodo  con Banfield en 1993.
Luego de un año en Gimnasia y Tiro, en 1995 se trasladó al extranjero para defender los colores del Irapuato de México. En 1997, jugó en O'Higgins de la Primera B chilena antes de regresar a su país natal y defender la casaca de Argentino de Rosario. Se retiró en 1998, a los 32 años.

### Como entrenador
Inmediatamente tras retirarse, comenzó a dirigir, siendo entrenador del San Martín de Chovet, antes de regresar a Newell's Old Boys en 1999, para dirigir en las divisiones inferiores del equipo leproso. También fue técnico de Argentino de Rosario en 2002, y estuvo a cargo de CR Unión y Cultura de Murphy de 2001 a 2004 y en 2016, de  Jorge Newbery de Comodoro Rivadavia en 2013, de nuevo en San Martín en 2015 y de María Sportivo.
Regresó a Newell's en 2019, para dirigir las divisiones inferiores. El 18 de octubre de 2021, tras el despido de Fernando Gamboa, fue nombrado como Entrenador interino del primer equipo hasta el fin del torneo. Regresó a las inferiores poco tiempo después, para dejar al club en 2022.
El 7 de febrero de 2023, se trasladó al extranjero, siendo nombrado como nuevo entrenador del Unión Huaral de la Segunda División del Perú. El 15 de junio, se hizo cargo de Cantolao de la Primera División del Perú.
El 19 de diciembre de 2024, fue presentado como nuevo adiestrador del Sport Club Cañadense de la Liga Cañadense de Fútbol.

## Clubes

### Como jugador
| Club                 | País      | Año       |
| -------------------- | --------- | --------- |
| Newell's Old Boys    | Argentina | 1988-1991 |
| Chaco For Ever       | Argentina | 1991      |
| Ferro Carril Oeste   | Argentina | 1991-1993 |
| Banfield             | Argentina | 1993      |
| Gimnasia y Tiro      | Argentina | 1994      |
| Irapuato             | México    | 1995      |
| O'Higgins            | Chile     | 1997      |
| Argentino de Rosario | Argentina | 1997-1998 |

### Como entrenador
| Club                                | País      | Año       |
| ----------------------------------- | --------- | --------- |
| Atlético San Martín de Chovet       | Argentina | 1998-1999 |
| Unión y Cultura                     | Argentina | 2001-2004 |
| Argentino de Rosario                | Argentina | 2002      |
| Jorge Newbery de Comodoro Rivadavia | Argentina | 2013      |
| Atlético San Martín de Chovet       | Argentina | 2015      |
| Unión y Cultura                     | Argentina | 2016      |
| Sportivo María Teresa               | Argentina | 2018      |
| Newell's Old Boys                   | Argentina | 2021      |
| Unión Huaral                        | Perú      | 2023      |
| Cantolao                            | Perú      | 2023      |
| Sport Club Cañadense                | Argentina | 2025      |